# Marie Spaemann

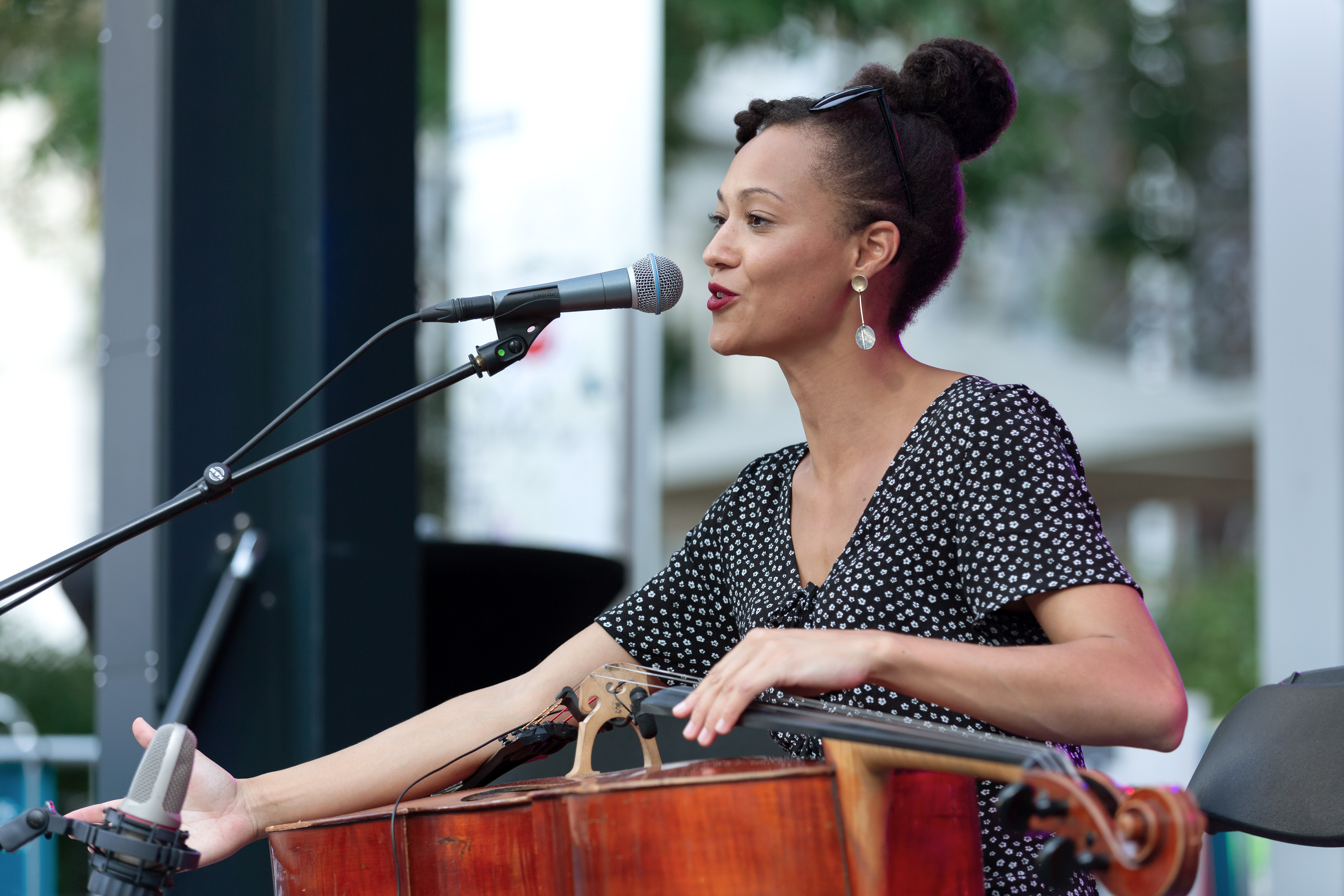
Marie Spaemann (Kultursommer Wien 2021)

Marie Spaemann (geb. 1988 in Wien) ist eine österreichische Cellistin und Singer-Songwriterin. Sie tritt als Solo-Künstlerin mit eigenen, von Klassik, Soul, Pop und Jazz inspirierten Liedern auf, widmet sich im Duo mit dem Akkordeonisten Christian Bakanic unter anderem dem Tango Nuevo und spielt mit Kammermusik-Ensembles sowie als Solistin mit Symphonieorchestern.

## Leben und Wirken
Als Tochter eines Anwalts aus Guinea und einer Pianistin und Musikpädagogin aus Deutschland (ihr Großvater war der Philosoph Robert Spaemann) kam sie in Wien zur Welt. Sie entschied sich mit sieben Jahren, inspiriert von ihrer Mutter, dafür, Violoncello zu erlernen. Nach der Matura begann Spaemann ein klassisches Cello-Studium, zunächst bei Reinhard Latzko an der Universität für Musik und darstellende Kunst Wien, dann als erste Erasmus-Studentin in Kroatien bei Valter Dešpalj an der Musikakademie Zagreb. 2011 absolvierte sie ihren Master; bereits 2009 gewann sie den Ersten Preis für Cello beim Internationalen Johannes Brahms Wettbewerb in Pörtschach.
In der klassischen Musik trat sie kammermusikalisch im Konzerthaus Wien sowie in New York City auf, ebenso beim Sommerfestival Dubrovnik, bei Puplinge Classique (Genf) und dem südkoreanischen Festival Classic Garden. Mit der Norddeutschen Philharmonie interpretierte sie als Solistin das Cellokonzert op. 37 von Erich Wolfgang Korngold. Weitere Auftritte als Solistin hatte sie unter anderem mit den Zagreber Philharmonikern, dem Kroatischen Kammerorchester und dem Beethoven Orchester Bonn.

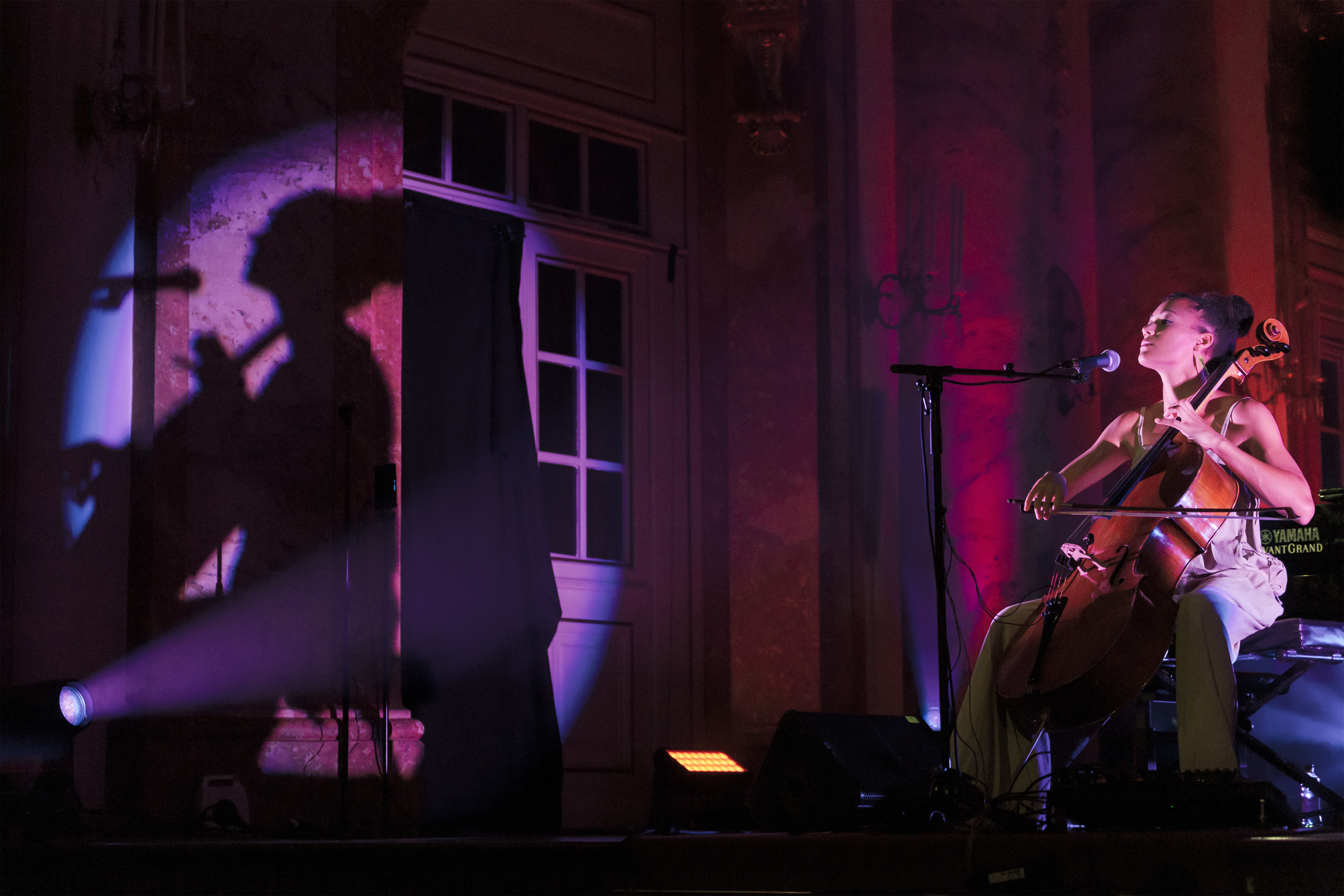
Marie Spaemann (Popfest Wien 2020)

2014 entstand Spaemanns Singer-Songwriter-Solo-Projekt „Mela“ und in der Folge ihre erste EP, The Moony Sessions (2015). Als Sängerin arbeitete Spaemann auch mit dem Electroswing-Produzenten [dunkelbunt] und war 2016 mit dessen Band auf Tournee. In einer weiteren Zusammenarbeit begleitete sie den Puppenspieler Nikolaus Habjan. 2019 veröffentlichte sie als Marie Spaemann das Album GAP. In ihren Solo-Projekten nutzt sie, neben dem Cello und ihrem Gesang, häufig auch eine Loop-Station. Dabei baut sie einerseits feinsinnig auf Kammermusik auf, andererseits „bietet sie mit klaren Melodien, ansteckenden Rhythmen und dem Soul in Spaemanns variabler Stimme Anknüpfungspunkte für Pop-Fans.“ Stücke daraus präsentierte sie unter anderem bei der Eröffnung der Wiener Festwochen.

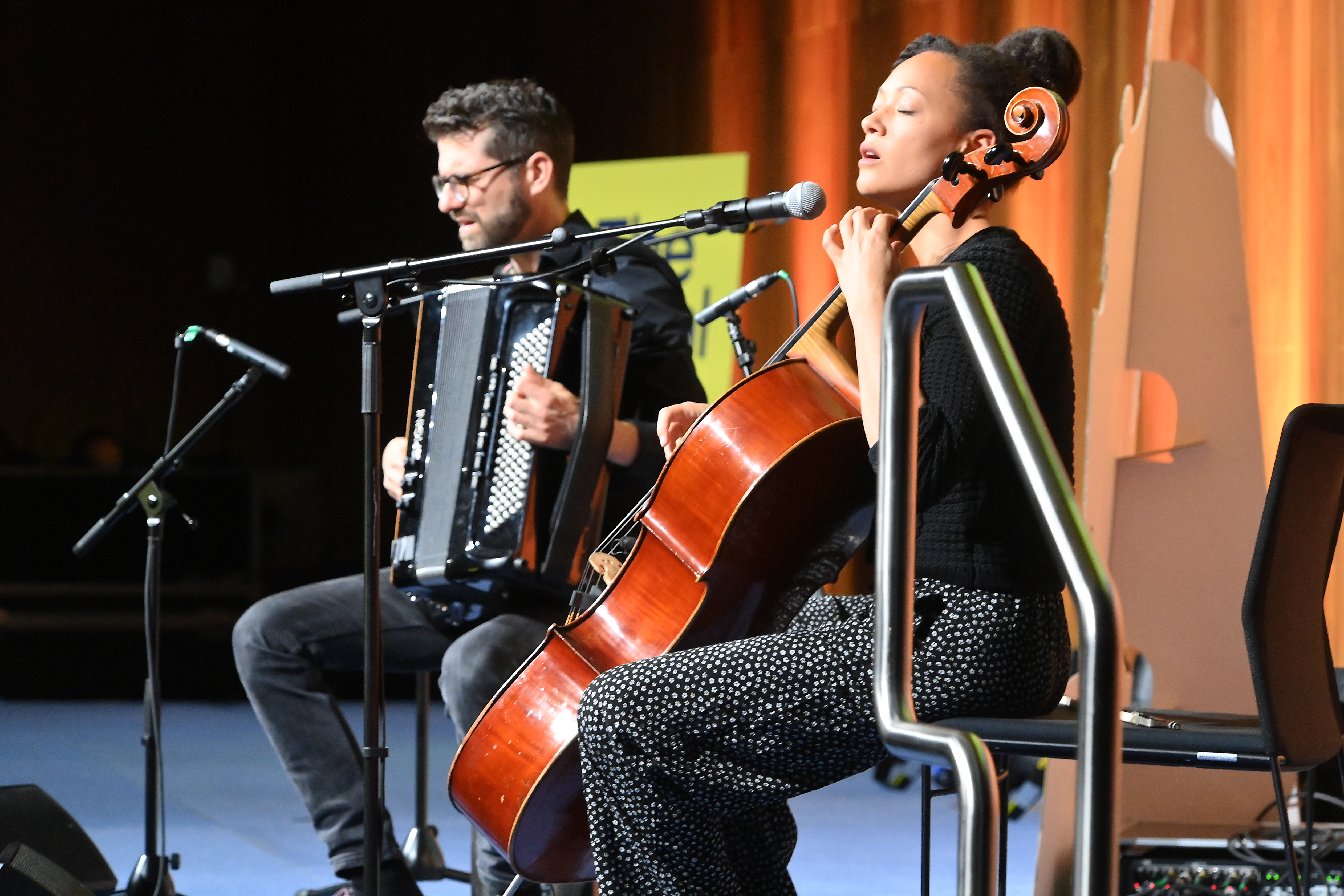
Marie Spaemann und Christian Bakanic (2022)

Zwischen 2014 und 2017 war sie Cellistin in einer Band Christoph Pepe Auers (Songs I Like, 2015). Dabei lernte sie den Akkordeonisten Christian Bakanic kennen, und es entstand die Idee zu ihrem Duo-Projekt mit Bakanic, aus dem eine rege Konzerttätigkeit und das 2020 erschienene Album Metamorphosis entstand. Die Musik (Tango Nuevo und darüber hinaus) umfasst eigene Kompositionen der beiden Künstler sowie einzelne Stücke anderer, von Piazzola bis Bach, die sie für Akkordeon, Cello und Gesang arrangieren. Alleine als Singer-Songwriterin und im Duo mit Christian Bakanic spielte sie auf Konzertbühnen, darunter im Porgy & Bess in ihrer Heimatstadt, sowie bei Festivals wie den Tiroler Festspielen Erl, dem Popfest Wien, dem Jazzfestival Saalfelden, dem Fusion Festival, dem Heidelberger Frühling, den Festspielen Mecklenburg-Vorpommern, Alpenarte und der Cello Biennale Amsterdam.
Weitere Kooperationen hatte sie unter anderem mit Luis Ribeiro oder Aleksey Igudesman. Von 2018 bis 2021 war Spaemann Solistin bei der Produktion The World of Hans Zimmer und damit auf Tournee in ganz Europa.

## Diskografie (Auswahl)
- Marie Spaemann: Both (Medienmanufaktur Wien 2024)
- Marie Spaemann und Christian Bakanic: Metamorphosis (Preiser 2020)
- Marie Spaemann: GAP (Anthropoet 2019)
- Mela: The Moony Sessions (Dunkelbunt 2015)